# Smithfield (Kentucky)
Smithfield – miasto w Stanach Zjednoczonych, w stanie Kentucky, w hrabstwie Henry.